# Mōri Ran
Mori Ran (毛利 蘭 (Mao Lợi Lan)) là nhân vật nữ chính trong loạt truyện tranh và phim hoạt hình Thám tử lừng danh Conan (名探偵コナン Meitantei Conan).
Diễn viên lồng tiếng Ran trong bản tiếng Nhật là Wakana Yamazaki và Võ Huyền Chi và Phạm Thúy Hằng trong bản Tiếng Việt. Trong DC Live Action 1-2, Ran được Kurokawa Tomoka thủ vai. Còn từ Live Action 3,4,5, Ran được Shiori Kutsuna đóng.

## Thông tin chung về nhân vật
Ran, bạn từ thời thơ ấu của Kudo Shinichi, là con gái của thám tử Mori Kogoro và nữ luật sư Kisaki Eri. Ngoài Shinichi, bạn thân nhất của cô là cô bạn cùng lớp Suzuki Sonoko. Ran, Shinichi và Sonoko hiện đang học cùng lớp tại trường Trung học Teitan. Shinichi Kudo và Ran Mori là một cặp đôi thanh mai trúc mã của bộ truyện "Thám tử lừng danh Conan". Cặp đôi này đã quen với nhau từ khi còn bé cho đến tận những năm cấp 3. Họ có một thứ tình cảm không rõ ràng. Và dù rằng có tình cảm với nhau, song cả hai người vẫn chưa một lần thổ lộ cho đến tập 617-621 (Shinichi tỏ tình với Ran) và tập 928 ( khi Ran trả lời Shinichi về lời tỏ tình đó bằng một nụ hôn lên má).
Đến một lúc, khi Shinichi theo dõi một băng nhóm áo đen bí ẩn, cậu đã bị hạ độc làm cho cơ thể mình bị teo nhỏ. Và đó cũng là lúc Ran phải ân hận vì đã không thổ lộ tình cảm của mình. Sau buổi đi chơi ở Công Viên Miền Nhiệt Đới (Tropical Land) định mệnh đó, Ran đã rất lo lắng khi không thể liên lạc được với Shinichi và đến nhà tìm cậu. Tại nhà tiến sĩ, cô được tiến sĩ Agasa cho biết Shinichi đang theo đuổi một vụ án khó và sẽ vắng mặt một thời gian, đồng thời ông nhờ Ran chăm sóc cho Edogawa Conan, cậu bé  7 tuổi, họ hàng xa của mình, vì cha mẹ cậu đang đi công tác ở nước ngoài. Ran và cha cô đã đồng ý nhận chăm sóc cậu bé. Từ đó, Conan (thực chất là Shinichi bị teo nhỏ) sống cùng nhà với Ran, với mục đích truy đuổi Tổ chức Áo đen, tìm lại thuốc giải để trở về hình dáng ban đầu. Ran chỉ có thể biết đến sự tồn tại của Shinichi qua giọng nói từ xa phát qua các cuộc gọi.

## Ý nghĩa tên gọi
Tên của Ran (蘭) có nghĩa là hoa phong lan. Hoa phong lan biểu tượng cho tình yêu và sắc đẹp. Nhắc đến tình yêu thì mình sẽ luôn liên tưởng đến Ran, cho dù là tình yêu đôi lứa hay đơn giản chỉ là tình yêu thuần khiết đối với gia đình và bạn bè. Loài hoa này còn có ý nghĩa là sự mạnh mẽ và sự tận tâm, giống như Ran, có nhu có cương, có thể vừa mạnh mẽ mà cũng có thể vừa dịu dàng.

## Ngoại hình
Ran là một cô gái da sáng có chiều cao 1m60 . Cô ấy có dáng của một dân thể thao thực thụ. Cô ấy có đôi mắt to tròn màu xanh tím và mái tóc nâu tối. Tóc của cô ấy thẳng và dài ngang hông, giấu sau tai là mái tóc ngắn lượn sóng. Mái tóc của cô lượn sóng và đã phát triển thành một phần chóp hình tam giác. Do hocmon nên nam giới có ngón tay áp út dài hơn ngón trỏ và nữ giới thì ngược lại nhưng Ran là trường hợp ngoại lệ. Cô từng được đề nghị trở thành một người mẫu.

## Khả năng
Võ thuật: Khả năng đáng chú ý nhất của Ran là khả năng tuyệt vời trong võ thuật. Cô sở hữu đai đen trong karate, cũng như là đội trưởng của đội karate trường trung học với đủ kỹ năng để giành chiến thắng các giải đấu trong khu vực với nhóm tuổi của cô. Kỹ năng của cô cũng được thể hiện tương đương với Makoto Kyogoku, một cao thủ võ thuật đẳng cấp thế giới (và đang là bạn trai của Sonoko), có khả năng tấn công một cách hiệu quả. Cô cũng được cha của mình đào tạo tốt ở môn Judo, thể hiện sự thông thạo trong thế võ ném vai một tay của mình. Sức mạnh và khả năng đánh lừa của cô đã được thể hiện nhiều lần, kể từ khả năng phá vỡ đá và các vật thể rất chắc chắn khác, với sự khéo léo và sự nhanh nhẹn đáng chú ý. Có nhiều kẻ tấn công khác nhau, hầu hết chỉ với một cú đánh của cô là đã bị hạ gục. Từ khi xem Shinichi chơi bóng đá qua nhiều năm, Ran cũng đã phát triển tính linh hoạt và chính xác tương tự trong những cú đá của cô. Conan từng tặng hoa anh đào cho Ran với ý nghĩa là "Thiên hạ vô địch" thì điều đó lại khiến cô tức giận. Ran cũng không biết rằng hoa anh đào còn là loài hoa của thứ tình yêu mãnh liệt và âm ỉ như lửa cháy như tinh thần võ sĩ đạo không bao giờ từ bỏ hay hối hận điều gì. Tuy nhiên, trong nhiều trường hợp, cô không thể chiến đấu như bình thường vì... sợ những thứ phi khoa học, siêu nhiên (ma, quỷ,...). Ran cũng không thể chiến đấu vì bị chứng mất trí nhớ trong Movie 4: Thủ phạm trong đôi mắt.
Kỹ năng thể chất: Với thân hình thể thao của mình, Ran có sức mạnh đáng kể, có thể thấy từ việc mở một cánh cửa thang máy bị đóng chặt và nắm tay Vermouth khi cô ấy đang ngã xuống cầu thang trong Cuộc phiêu lưu New York của Shinichi Kudo. Cô cũng tỏ ra nhanh nhẹn, có thể né một viên đạn từ khẩu súng lục. Conan nói rằng Ran có một sức chịu đựng khác thường.
Sự thông minh: Ran khá thông minh. Cô đã giải quyết một vụ án riêng của mình, và đã được cho thấy rằng có kỹ năng về thám tử tốt hơn nhiều nhân vật, như Sonoko trong một số trường hợp. Shinichi/Conan thậm chí còn thừa nhận rằng Ran là một thám tử khéo léo. Ran cũng có một trí nhớ rất tốt và chú ý đến từng chi tiết. Cô đã sử dụng cả hai kỹ năng này để đóng góp vào việc điều tra của nhiều vụ án. Nếu Shinichi/Conan không đánh lừa cô ấy, thì cô ấy sẽ là người đầu tiên suy luận rằng Conan và Shinichi là cùng một người.
Một số kỹ năng khác: Ran là người có tay nghề giỏi ở những việc trong gia đình, bao gồm may và nấu ăn. Cô có tài năng về âm nhạc, được chú ý là một ca sĩ giỏi và cô cũng có thể chơi piano tốt. Cô ấy có thể nói tiếng trôi chảy. Cô may mắn đáng ngạc nhiên khi nói đến cờ bạc, xổ số, và bất kỳ trò chơi hên xui nào. Tuy nhiên, cô rất ít khi chơi những trò đó. Tương tự như vậy, Ran đã cho thấy sự cảnh giác trong bóng tối, có thể nhận thấy một kẻ tấn công bằng vũ khí và tấn công để tự bảo vệ mình. Cô cũng tỏ ra rất nhanh khi cần thiết, chẳng hạn như tránh một viên đạn trong Movie 13: Truy lùng Tổ chức Áo Đen.

## Tính cách
Ran là một cô gái biết quan tâm đến những người cô yêu. Cô ấy cũng là người kiên nhẫn và rất tử tế. Cô có thể đe dọa người khác mỗi khi tức giận. Giống như Shinichi, cô đề cao công lý, sau đó là duy tâm. Để tránh việc Shinichi phải chọn lựa giữa cô và vụ án quan trọng của cậu ấy (điều đó thực sự vô dụng vì Shinichi đã biến thành Conan và bây giờ không thể trở lại), cô đã quyết định chờ anh kết thúc nó, tin tưởng vào lời hứa của anh rằng anh sẽ trở lại, mặc dù sự chia cắt của họ gây ra rất nhiều đau đớn về tinh thần.
Khi Eri và Shinichi đều ở xa, Ran đã trở nên rất cô đơn, mặc dù xung quanh cô luôn có bạn bè cùng lớp và lũ thám tử nhí. Nguồn động viên to lớn đối với Ran không đến từ hiện tại khiến cô càng khép kín tình cảm riêng tư của mình hơn, bởi cô không thể tự kiềm chế hay phân tích nó được. Chính vì thế cho dù Shinichi có ra đi và thường xuyên làm cô buồn bã nhưng cô sẽ vẫn chờ đợi cậu ta. Ran cần Shinichi và không có cách nào buông tay cậu ta ra được. Cô chỉ thỉnh thoảng bộc lộ tình cảm ra cho một người duy nhất lắng nghe, là Conan, cụ thể sau vụ của ca sĩ Okino Yoko và khi tình cờ gặp Akai Shuuichi ngoài phố khi anh ta nói Ran giống hệt Akemi. Vì sao là Conan chứ không phải ai khác? Có lẽ là vì cậu ta trông rất giống Shinichi. Ran biết cậu ta chính là Shinichi và luôn tin là như thế. Thử xem lại O.P Theme Song có tên "Revive" nhé. Ở cảnh cuối, khi Conan bước tới trước mặt Ran và không đeo kính, sau đó Ran đeo lại nó cho cậu ta khiến Conan rất ngạc nhiên, còn Ran mỉm cười trong khi hơi rơm rớm nước mắt. Nói cho cùng thì Ran chọn bị lừa dối dẫu cảm thấy tổn thương và đau đớn còn hơn là mất đi Conan. Hoặc là cảnh xúc động ở OVA9, Ran cũng đeo lại kính cho Conan mặc dù cậu ta cứ khăng khăng cậu ta chính là Kudo Shinichi, bởi vì nếu phải đối diện với sự thật rằng Shinichi chưa bao giờ rời bỏ mình nhưng lại ở ngay cạnh chứng kiến cô đấu tranh với cô đơn buồn khổ trong chừng ấy năm thì quả là quá sức chịu đựng. Nghĩa là cho đến phút cuối Ran vẫn ưu tiên đặt tình cảm của Shinichi lên trước và không muốn thể hiện tình cảm của mình ra nhỡ đâu cậu ta không thương yêu mình theo cái cách mình yêu cậu ta thì sao (xem lại vol 1 khi Ran nói đùa với Shinichi, có thể coi là một lời thú nhận thành thật nhưng cô buộc phải biến thành trò chọc phá vì không dám đối diện với một lời từ chối), nghĩa là Ran không dám đánh đổi tình bạn quý giá lấy tình yêu vì sợ sẽ đánh mất cả tình bạn lẫn Shinichi. Cậu ta quá quan trọng đối với cô ấy.
Ran đã chứng tỏ mình là một người biết lắng nghe, biết thấu hiểu và động viên người khác, khiến cho Kazuha, Sonoko rất quấn quýt với cô ấy. Đặc biệt là người cần có một chút khuyến khích giống như Kazuha. Cô có thể đồng cảm với tình cảnh của hai cô bạn, nhưng không chia sẻ chuyện của mình hoàn toàn. Thiên chức mẫu tử và xu hướng dịu dàng biết quan tâm người khác khiến Ran rất được lòng lũ trẻ con, cũng 1 phần do hiếm có người lớn nào chịu rong ruổi cùng chúng nhiều lần và coi trọng lời nói của chúng như vậy. Nghĩa là Ran tôn trọng mỗi cá thể mà cô gần gũi và rất quan tâm tới người ta, không quan trọng tuổi tác hay là địa vị. Tuy dẫu hay buồn bã nhưng Ran không để những phút yếu lòng đó khiến mình dừng bước hay gục ngã. Được thừa hưởng ý thức về công lí từ cha mẹ, Ran sẵn sàng vạch mặt chỉ tên cô giáo cũ từng là thần tượng của mình vì đó là kẻ thủ ác (chỉ Conan mới biết Ran khóc). Ran luôn tin vào phần tốt đẹp trong mỗi con người, điều đó giúp cô tin tưởng vào Shinichi và tiếp tục chăm sóc quan tâm tới người khác hơn là bản thân mình.
Ran có thể rất dũng cảm và tháo vát khi cô ấy muốn, và đã giải cứu Conan khỏi những rắc rối trong rất nhiều lần. Cô ấy rất ổn định, tự tin và bình thản trong nhiều tình huống mà thường thì những điều đó làm cho người khác phải sợ hãi. Ví dụ như bị đe dọa bởi súng hoặc bị bao vây bởi ngọn lửa. Ran cũng là một người máu nóng, cô ấy giỏi Karate và dùng nó để giải tỏa tâm lí rất hữu hiệu. Chuyện Ran sợ ma quỷ thần thánh cũng không có gì là lạ, ở Nhật Bản người ta thường mê tín, ít nhất là hơn so với những nước phương Tây, Ran sợ những thứ tâm linh đó bởi vì cô không thể đối phó được bằng sức mạnh thể chất của mình. Giống như cô từng nói "Ma quỷ có sợ Karate đâu mà" và Kazuha là đồng minh của cô trong chuyện này. Do đó - không giống cô bạn Sonoko - cô không phải là fan hâm mộ của bất cứ thứ gì liên quan đến thể loại kinh dị. Tuy nhiên nỗi sợ lớn nhất của Ran chính là nỗi cô đơn – cô không thích phải ở một mình ngay cả khi mọi chuyện bình yên chẳng có án mạng nào cả (xem lại vol 23 khi Ran nói với Conan "đừng bỏ chị lại một mình", rõ ràng trong vụ đó không có ma quỷ gì cả mà thủ phạm giấu mặt là một người cụ thể, nhưng Ran vẫn tỏ ra bị kích động, bởi vì không thích phải đi đi lại lại xung quanh một mình). Nỗi sợ hãi đó có căn nguyên từ một suy nghĩ đã ăn sâu vào óc rằng nếu có ai đó đi xa, họ sẽ không quay lại nữa, ngay cả khi họ chỉ đi đâu đó một lát thôi – hãy nhớ lại Shinichi đã nói gì với Ran trước khi chạy theo mấy người đàn ông mặc đồ đen "Tớ sẽ quay lại ngay". Cô dễ dãi với Conan là vì cô cảm thấy nó chính là Shinichi – nguồn sức mạnh tinh thần đầu tiên của mình. Cô cũng liên tục lên kế hoạch để đoàn tụ cha và mẹ của mình một lần nữa, mặc dù thường không thành công chút nào, do sự bướng bỉnh của cả hai. Ran thường không ý thức về sức hấp dẫn của mình đối với phái nam, và thường không để ý đến việc nhiều bạn trai cố gắng tán tỉnh cô, thường là vì sự bực tức đối với Sonoko - người tin rằng cô ấy chờ đợi Shinichi chỉ là vô vọng. Mặc dù Ran đang yêu Shinichi, cô đã nhiều lần thất bại trong việc chuyển tải những cảm xúc của mình cho Shinichi biết.
Ran biết tự lập trong gia đình, vì cha cô Kogoro thường say sưa và vô trách nhiệm. Cô ấy xử lý rất nhiều vấn đề tài chính của gia đình Mori và tất cả các việc nấu ăn và làm việc tại nhà. Cô cũng đảm bảo ông Kogoro không lười biếng trong công việc của mình, cô thường chào đón và cung cấp đồ ăn nhẹ cho khách hàng tiềm năng. Ran được cả Shinichi và Shuichi Akai ghi nhận là người khóc rất nhiều.
Ran cũng có cảm giác nhận thấy khi có chuyện gì đó không ổn hoặc kỳ lạ. Giống như trong trường hợp một người đàn bà ganguro bị giết chết, Ran có thể cảm thấy có cái gì đó không đúng với nạn nhân (kẻ giết người đã chuyển giày bốt bằng đôi giày thường). Và trong phần trao giải thưởng Macademy, Ran nhận thấy rằng cha của Shinichi trên TV (Yukiko ngụy trang) đã cư xử dễ thương.
Khi xảy ra chuyện, giống như cha cô, có thể trở nên nghiêm túc nếu nó liên quan đến điều gì đó đến cá nhân của cô. Một lần, cô giúp một bạn học cũ, bị buộc tội trộm cắp, chứng tỏ cô bạn ấy vô tội.
Ran cũng thích chạy bất cứ nơi nào cô ấy muốn, tin rằng cả tên và thể chất của cô ấy giống như từ Run trong tiếng Anh. Cô thậm chí còn nói với Shinichi: "Tên mình là Ran! Và mình sinh ra để chạy!" (Tên Ran gần giống chữ 'run' trong Tiếng Anh)
Có thể người ta đánh giá Ran là một người khá là mau nước mắt, dễ xúc động... nhưng những ai đã đọc Conan đều biết khi Ran tung cước thì chuyện gì sẽ xảy ra với kẻ địch rồi đấy! Đai đen Karate của cô nàng đâu phải là để cho vui! Có những lần Conan muốn nói cho Ran biết sự thật cậu là Shinichi nhưng không dám vì nghĩ đến cú đá "sấm sét" của Ran.
Tuy nhiên, ai cũng đều công nhận rằng Ran được xây dựng mang đủ những nét tính cách lẫn phẩm chất đẹp của một phụ nữ truyền thống lý tưởng. Bởi vì:
Xét về ngoại hình, Ran xinh xắn, nếu không muốn nói là có phần vượt trội hơn một số nhân vật nữ khác như Sonoko Suzuki chẳng hạn. Thế nhưng, cô nàng lại ăn mặc kín đáo. Điều này được thể hiện khi Sonoko không ít lần phàn nàn về gu ăn mặc của Ran.
Xét về tính cách, do sống cùng ông bố đã li thân, Ran Mori tỏ ra rất đảm đang, tháo vát. Cô là người lo lắng, sắp xếp mọi thứ ở văn phòng thám tử Mori, từ nấu nướng cơm nước, quần áo đến việc ghi chép, hẹn gặp khách hàng...
Một điều khác, và có lẽ là lý do khiến Ran Mori bị chê nhiều nhất, đó là phản ứng hời hợt của cô khi đối mặt với việc Shinichi Kudo mất tích đột ngột. Nhiều fan đưa ra lập luận rằng Ran tỏ ra quá hời hợt, thậm chí còn nhanh chóng thích nghi ngay và cảm thấy hài lòng với một vài lời nhắn không đầu không đuôi của người thương. Đây không phải phản ứng của một cô gái đang yêu, chứ đừng nói đến chuyện yêu nhiều hay ít. Về điều này, các fan có lẽ là quá cầu toàn. Cô không hề hời hợt mà ngược lại rất sốt sắng. Cô đã định báo cảnh sát khi Shinichi mất tích nhưng tiến sĩ Agasa đã ngăn cô lại. Không những bác tiến sĩ mà còn Yukiko, Yusaku, Hattori Heiji,...tất cả đều không cho cô biết sự thật.
Hẳn nhiều độc giả cũng từng phát cáu khi không ít lần Ran xen ngang vào cuộc điều tra của Conan chỉ vì những nghi ngờ, ghen tuông vớ vẩn. Thế nhưng, Ran cũng đã nhiều lần (dù vô tình hay cố ý) đã giúp quá trình phá án.
Nếu tình yêu được định nghĩa bằng việc đôi bên cùng "đồng cam cộng khổ" với nhau, thì cặp đôi này còn lâu mới đạt đến tiêu chuẩn yêu đương. Lý do đơn giản mà các fan ai cũng thấy là Shinichi (hay Conan) gặp rất nhiều nguy hiểm. Đặc biệt những lúc phải đối đầu với Tổ chức Áo đen không ít lần, ấy vậy mà Ran Mori gần như chẳng biết gì, hoặc nếu có vô tình bị cuốn vào thì bị nói rằng Ran đã trở thành cục tạ cực nặng khiến cậu bạn phải gánh còng cả lưng. Nhưng Conan chưa bao giờ nói cho Ran biết sự thật. Và cậu cũng chưa bao giờ xem Ran như một gánh nặng của mình, cậu đã nhiều lần tự nguyện bảo vệ cô. Tình yêu không phải lúc nào cũng là đồng cảm cộng khổ, tình yêu còn là sự bao dung và tin tưởng vô điều kiện. Ran thuộc kiểu 2.
Karate nhị đẳng huyền đai, nữ sinh cấp ba Ran Mori hơi bị tsundere, và là một cô gái dễ mến, ưa nhìn. Ran Mori là típ nữ chính điển hình xứng đôi với anh chàng thám tử Shinichi Kudo. Nhân dịp chuyện tình của họ đang tới bước nở rộ, chắc hẳn không ít fan hâm mộ Thám tử lừng danh Conan đang chờ đợi một kì Valentine ngọt. Nhưng trước mắt, có lẽ Kudo nên tìm cách xoa dịu cơn giận long trời lở đất của cô nàng, phòng lỡ như cô ấy biết được anh chàng đã tắm chung với cô cả tỉ lần trước đó.

## Mối quan hệ

### Cha mẹ
Ran hiện vẫn đang sống tại nhà bố, còn mẹ thì ra ở riêng. Ran chọn ở lại sống với bố là bởi vì lúc đó cô còn nhỏ nên thường sợ hãi khi phải rời bỏ môi trường sống quen thuộc, tuy có thể vẫn đi học ở ngôi trường đó, vẫn mua sắm ở cửa hàng đó, và không có nghĩa là mất đi bạn bè nhưng Ran vẫn coi việc bỏ đi của mẹ đồng nghĩa với việc bỏ lại tất cả ở phía sau. Vì vậy vào những lúc lúng túng, cô thường tới gặp Kisaki Eri để xin lời khuyên. Kisaki Eri là một nữ luật sư có tiếng, vợ cũ của thám tử ngủ gật Mori Kogoro và là mẹ của Ran. Người phụ nữ này từng là "kỳ phùng địch thủ" với mẹ của Shinichi hồi học cấp ba.
Với khả năng suy luận nhạy bén, sắc sảo cùng nhan sắc mặn mà và thân hình quyến rũ, Kisaki Eri vẫn là người phụ nữ đáng khao khát của đấng mày râu.
Dù bố mẹ sắp có nguy cơ ly hôn nhưng cô vẫn không nguôi ngoai mong ước hàn gắn hai người lại. Cô thường lập kế hoạch "Hâm nóng tình yêu" cùng Sonoko.
Cô khá tôn trọng mẹ mình do bản lĩnh cũng như sự quyết liệt của mẹ, thứ mà Ran đã hun đúc từ mẹ khi còn nhỏ. Cô tỏ ra đặc biệt không thích bố mình, và nhiều lần bất mãn vì việc ông Kogoro thường gian díu với các cô gái khác và nghiện rượu bia. Ông Kogoro thường khá sợ con gái mình.

### Shinichi

Ran và Shinichi thuở nhỏ.

Shinichi và Ran khi ở New York.

Eri Kisaki, mẹ Ran và Kudo Yukiko, mẹ Shinichi, cũng từng là bạn thân thời còn đi học, nên họ thường cho con mình chơi cùng nhau từ nhỏ. Ran và Shinichi giữ mối quan hệ thân thiết với nhau từ đó. Thuở nhỏ, Shinichi vì áp lực của quy tắc trong xã hội đã gọi Ran là "Mori-san" khi ở trường và khiến Ran bị tổn thương ghê gớm, đơn giản là vì cô không chấp nhận được chuyện đó. Rất may không lâu sau đó Shinichi đồng ý gọi thẳng tên cô như trước kia mà không cần thêm kính ngữ nào khác – một biểu hiện tối đa của sự thân mật trong văn hóa của người Nhật. Ngay cả khi cả hai có gây gổ và cãi lộn (hồi học cấp 2) đến nỗi chẳng ai chịu lên tiếng nói chuyện với ai thì Ran vẫn đi học chung đường, đi về chung đường với Shinichi. Nghĩa là Shinichi rất quan trọng đối với cô ấy, cậu ta là nguồn động viên về mặt tinh thần lớn lao khi cha mẹ cô chia cắt, còn ba cô thì quá bận bịu với hơi men không có thời gian an ủi con gái. Sonoko rất hay trêu chọc Ran và thường gọi Shinichi là chồng của Ran.
Từ khi Shinichi bị teo nhỏ, không thể gặp được Shinichi thường xuyên và luôn nhận được tin cậu đang phải giải quyết một vụ rất khó, Ran luôn lo lắng cho Shinichi, lo sợ cậu gặp nguy hiểm và đôi khi khóc khi nhớ đến cậu. Những lúc như vậy, Conan thường dùng chiếc nơ thay đổi giọng nói mà Tiến sĩ Agasa tạo cho để gọi điện về nói chuyện với Ran bằng giọng của Shinichi, để an ủi cô hoặc xua đi nỗi cô đơn hay sợ hãi trong cô. Mặc dù vậy, Ran đã có suy nghĩ là "lẽ ra mình phải ngăn cậu ấy lại", có nghĩa là Ran một lần nữa lại tự trách mình, tự cảm thấy mình có lỗi trong việc Shinichi biến mất, Ran không biết tình cảm của Shinichi dành cho mình, và nghĩ rằng Shinichi bỏ đi là do có sự tồn tại của mình. Cô không biết Shinichi và Conan là một, cho nên đinh ninh rằng lại có thêm một người quan trọng nữa đã bỏ mình mà đi, khiến Ran ngày càng muốn giấu kín tâm tư của mình hơn, cô không muốn có ai khác phải ra đi nữa.
Trong truyện, Ran từng thổ lộ mình thích Shinichi với Conan. Trong movie, Ran từng nói mình yêu Shinichi với Shinichi (qua điện đàm máy bay) nhưng sau đó cô lại tưởng nhầm người mình nói chuyện lúc đó là Kaito Kid. Shinichi cũng có tình cảm tương tự với Ran, cậu từng nói mình yêu cô hơn bất cứ ai dưới hình dạng Conan. Trong truyện, khi hai người ở London, Shinichi cuối cùng cũng nói ra tình cảm của mình với Ran. Trong chương 1004-1005, Ran đã đáp trả lại bằng nụ hôn lên má Shinichi và từ đó hai người chính thức hẹn hò.

### Bạn bè
Ngoài Shinichi, Sonoko cũng là bạn thân từ nhỏ của Ran. Ran có thêm Hattori Heiji và Toyama Kazuha làm bạn từ khi Heiji vì tò mò mà đến tìm hiểu về chàng thám tử miền Đông Kudo Shinichi . Ban đầu Kazuha ghen với Ran vì nghĩ rằng Ran chính là cô bạn gái tên "Kudo Shinichi" ở Tokyo mà Heiji hay kể nhưng sau này, hai người lại trở thành những người bạn thân thiết.

### Những người khác
Với bố mẹ Shinichi (Kudo Yusaku và Kudo Yukiko): bố mẹ Shinichi rất quý Ran. Mẹ Shinichi đã từng gọi cô là con dâu tương lai của mình.
Với Vermouth: sau khi được Ran và Shinichi cứu tại Los Angeles, Vermouth đã gọi Ran là Angel, Shinichi là Cool Guy, và thường cố gắng bảo vệ hai người kể cả khi nó làm ảnh hưởng đến nhiệm vụ mà tổ chức Áo đen giao cho mình.
Với Hondo Eisuke: Eisuke mới chuyển đến cùng lớp với Ran sau này, và sau một thời gian đã qua Mỹ theo chương trình bảo vệ nhân chứng của CIA. Ran luôn coi Eisuke là bạn, còn Eisuke từng thừa nhận với Conan rằng cậu thích Ran và muốn hỏi liệu Shinichi có đồng ý cho cậu và Ran sống hạnh phúc bên nhau ở Mỹ (Nhưng bị Conan từ chối thẳng thừng và nhờ thế anh này biết Conan là Shinichi, lại thêm một người biết thân phận thật của cậu).

## Nghi ngờ về thân phận của Conan
Thỉnh thoảng, Ran hay nghi ngờ về chuyện Conan chính là Shinichi, tuy không hiểu bằng cách nào. Ran hiểu con người của Shinichi hơn bất cứ ai khác, với lại Conan cũng không thể diễn 24/7 được, nếu như có dấu hiệu nào đó, mà chắc chắn là có, thì người đầu tiên nhận ra không ai khác chính là Ran. Còn một khía cạnh nữa: Ran không muốn tin rằng Shinichi đã bỏ mình mà đi – cô muốn tin là cậu ta vẫn ở bên cạnh mình, nên cô mới bám lấy cái giả thuyết đó và gán cho người gần mình nhất và có nhiều điểm tương đồng với Shinichi nhất, chưa kể người đó xuất hiện vào đúng cái ngày Shinichi mất tích. Tuy nhiên Ran nhanh chóng kết luân rằng giả thuyết này quá vô lí, không thể nào có chuyện người lớn bị thu nhỏ lại thành trẻ con (trong phạm vi hiểu biết của cô thì là như thế) trong khi anh em họ hàng thân thích thì rất có thể giống nhau. Dù Ran không muốn tin rằng Shinichi đã bỏ cô mà đi, cô cũng đồng thời không chấp nhận được chuyện Shinichi lừa dối mình, cho nên cuối cùng đã dẹp mọi nghi ngờ đi. Conan cũng luôn xoay xở được để "chứng minh" rằng cô đã sai lầm vào những lần bị cô nghi ngờ.
Lần đầu, là khi có người nhờ đến sự giúp đỡ của ông Mori Kogoro để tìm hiểu về số tiền và đồ chơi kì lạ được gửi đến. Conan phán đoán y như Shinichi nên cô đã có sự nghi ngờ. Conan đã phát hiện điều đó và nhờ ông Agasa dùng nơ thay đổi giọng nói để gọi cho Ran với giọng Shinichi để cô hết nghi ngờ.
Lần khác, là khi Ran đi học về, thấy Conan đang ngủ trên ghế sofa, cô cất kính cho cậu bé và nhận thấy rằng cậu giống Shinichi thời nhỏ một cách đáng kinh ngạc. Ngoài ra cô còn nhận thấy tài năng thám tử tuyệt vời của Shinichi trong Conan, đồng thời Conan rất kém về âm nhạc, giống như Shinichi. Tuy nhiên, khi Ran truy hỏi Conan thì mẹ của Shinichi xuất hiện và giải thích rằng Conan là họ hàng xa của nhà Kudo, đồng thời Shinichi đã từng dạy Conan các kĩ năng thám tử.
Một lần khác, Ran hầu như chắc chắn rằng Conan là Shinichi, khi Conan bị thương trong một vụ án, khi chưa xét nghiệm máu, Ran đã khẳng định mình có cùng nhóm máu với cậu bé. Tuy nhiên với sự giúp đỡ của Haibara, Shinichi tiếp tục đánh lừa Ran, khi cậu uống thuốc được Haibara bào chế, tạm thời trở lại hình dáng Shinichi (loại thuốc này có hiệu lực trong vòng 24 giờ. Hiện tại thì đối với cơ thể của Conan, do quá lạm dụng vào thuốc để trở lại thành Shinichi nên thời gian sử dụng thuốc của cậu giảm dần vì cơ thể của cậu đã hình thành kháng thể chống lại thuốc) và Haibara hóa trang thành Conan để hai người xuất hiện cùng một thời điểm.
Trong một tập khác, Conan để quên điện thoại trên ghế và đúng lúc đó, Ran gửi một email cho Shinichi, cô nhận thấy điện thoại của Conan bắt đầu rung, cô lúng túng, kiểm tra di động của cậu bé và nhận ra có một email mới, tuy nhiên chưa đọc nội dung của nó. Conan lúc đó vào phòng, nhận thấy điện thoại của mình trong tay Ran và ngay lập tức lấy lại nó, lúng túng hỏi Ran đã xem chưa. Cậu ngay lập tức nhận ra sự nghi ngờ của Ran về thân phận Conan. Tuy nhiên với một chút "ảo thuật", Shinichi gọi điện cho Ran trong lúc Conan có mặt, và cho cô biết số điện thoại của cậu, khiến cô tạm thời quên đi sự nghi ngờ về thân phận của Conan.
Trong vụ án ở làng Okuho khi có người giả dạng làm Shinichi, cô để ý thấy Heiji lấy được mẫu dấu vân tay của Shinichi trên bùa đeo cổ, trong khi cô nhớ chắc chắn người chạm vào cái bùa đó là Conan cơ (xem lại file 693). Kazuha có đưa ra vài lời giải thích nhưng trông Ran vẫn chưa hết vẻ nghi ngờ.